# Helichrysum stoechas
Helichrysum stoechas é uma espécie de planta com flor pertencente à família Asteraceae. 
A autoridade científica da espécie é (L.) Moench, tendo sido publicada em Methodus Plantas Horti Botanici et Agri Marburgensis: a staminum situ describendi 575. 1794.
Os seus nomes comuns são marcenilha, perpétuas, perpétuas-das-areias ou perpétua-de-flores-encarreiradas.

## Portugal
Trata-se de uma subespécie presente no território português, nomeadamente em Portugal Continental.
Em termos de naturalidade é nativa da região atrás indicada.

Não se encontra protegida por legislação portuguesa ou da Comunidade Europeia.[carece de fontes?]